# Carex figertii
Carex figertii är en halvgräsart som beskrevs av Paul Friedrich August Ascherson och Karl Otto Robert Peter Paul Graebner. Carex figertii ingår i släktet starrar, och familjen halvgräs. Inga underarter finns listade i Catalogue of Life.